# Route 2 (Terre-Neuve-et-Labrador)
Pour les articles homonymes, voir Route 2.
La route 2 est une autoroute de la province canadienne de Terre-Neuve-et-Labrador située dans l'est de l'île de Terre-Neuve. D'orientation est-ouest, elle dessert la région de Saint-Jean et ses environs sur une distance de 22 kilomètres. Elle est une autoroute hautement fréquentée dans sa section entre la route Transcanadienne, la route 1, et le centre-ville de Saint-Jean. Elle est nommée Conception Bay South Bypass et Pitts Memorial Drive selon l'endroit. Il s'agit de la seule route de la province à posséder des standards autoroutiers sur l'entièreté de son tracé.

## Tracé
La route 2 débute dans le quartier Riverdale de la ville de Conception Bay South, à sa jonction avec la rue Legion. L'extrémité ouest de la route 2 n'est pas une intersection typique en T, mais bien un échangeur incomplet, dans l'éventualité où la route 2 devait être prolongée vers l'ouest jusqu'à Holyrood. C'est ce qui explique la présence de deux longues courbes en «U», l'une pour sortir, et l'une pour accéder à l'autoroute.
La route emprunte une trajectoire nord-est sur une courte distance, puis emprunte une trajectoire sud-est et croise la route 61 dans le quartier de Foxtrap de Conception Bay South. Elle est orientée ensuite vers le nord-est sur trois kilomètres, puis légèrement vers l'est. Elle continue vers l'est sur six kilomètres puis croise la route Transcanadienne, la route 1, à son kilomètre 11, qui constitue la sortie 41 de la 1. La section de la 2 située à l'ouest de la route 1 est nommée Conception Bay South Bypass.
C'est après son échangeur en trèfle avec la route 1 que la route 2 devient particulièrement achalandée. À partir de ce point, elle est nommée Pitts Memorial Drive.
Elle est orientée ensuite vers l'est sur une distance d'un kilomètre, puis tourne légèrement vers le sud-est pour contourner la ville banlieue de Saint-Jean, Mount Pearl. Elle possède quatre échangeurs menant vers la ville, dont un avec la route 3, alors qu'elle effectue un tracé en forme de «V» très allongé.
C'est après son échangeur avec la route 10 que la route 2 fait son entrée dans Saint-Jean, la capitale et la plus grande ville de la province. Elle devient alors une autoroute surélevée, alors qu'elle délimite la frontière entre le territoire urbanisé de Saint-Jean et les montagnes situées au sud. Alors qu'elle passe au-dessus de la route 11 à Shea Heights, elle tourne légèrement vers le nord pour rejoindre le centre-ville, en étant une route toujours surélevée. Elle se termine sur une intersection en croix avec la rue Hamilton, en direction de la rue Water, alors qu'elle se poursuit en tant que rue New Gower vers le centre-ville de Saint-Jean.

## Histoire
Avant les années 1970, le centre-ville de Saint-Jean n'était accessible que par des rues de la ville, notamment les rues Topsail et Kenmount. Il devenait donc nécessaire de construire une voie plus rapide pour connecter la route Transcanadienne au centre-ville. La construction commence au début des années 1970 et se termine en 1979.

## Intersections et échangeurs
La route 2 possède onze échangeurs, tous non-numérotés.
| Route 2 - Conception Bay South Bypass / Pitts Memorial Drive |    | |                                                                  |
| Location                                                     | km | Intersection/Destinations                                                                                                   | Notes                                                            |
| Conception Bay South                                         | 0  | Legion Road, Riverdale | échangeur non terminé; extrémité ouest de la 2                   |
| Conception Bay South                                         | 2  | Route 61, Foxtrap, vers Route Transcanadienne                                                                               |                                                                  |
| Conception Bay South                                         | 3  | Minerals Road, Foxtrap |                                                                  |
| Conception Bay South                                         | 5  | vers Route 60, Manuels, Topsail, Paradise                                                                                   | sortie incomplète; entrée est et sortie ouest seulement          |
| Paradise                                                     | 6  | Fowler's Road, Chamberlains, Paddy's Pond                                                                                   |                                                                  |
| Mount Pearl                                                  | 11 | Route 1 (Route Transcanadienne), Logy Bay, Clarenville, Gander, Grand Falls-Windsor, Corner Brook, Channel-Port aux Basques | échangeur en trèfle; densité du trafic devient élevée            |
| Mount Pearl                                                  | 13 | Ruth Avenue, Mount Pearl |                                                                  |
| Mount Pearl                                                  | 14 | Ruby Line, Mount Pearl, Goulds                                                                                              |                                                                  |
| Mount Pearl                                                  | 16 | Route 3 sud, Commonwealth Avenue, Mount Pearl, Williams, Bay Bulls, Witless Bay, Trepassey                                  |                                                                  |
| Mount Pearl                                                  | 18 | Route 10 sud (Main Road), Goulds                                                                                            |                                                                  |
| Saint-Jean                                                   | 22 | New Gower Street, Hamilton Avenue, Water Street, Saint-Jean (Centre-ville)                                                  | extrémité est de la 2; fin des voies rapides; feu de circulation |
| Rose: Sortie incomplète                                      |    | |                                                                  |